# هانز شوارز
هانز شوارز (بالألمانية: Hans Schwarz)‏ (16 سبتمبر 1912 – 9 ديسمبر 1996) هو سبّاح ألماني راحل، مثّل بلاده في الألعاب الأولمبية الصيفية 1936.

## روابط خارجية
هانز شوارز على موقع الاتحاد الدولي للسباحة (الإنجليزية)
- هانز شوارز على موقع أوليمبيديا (الإنجليزية)